# Trichomycterus mirissumba
Trichomycterus mirissumba är en fiskart som beskrevs av Costa 1992. Trichomycterus mirissumba ingår i släktet Trichomycterus och familjen Trichomycteridae. Inga underarter finns listade i Catalogue of Life.